# Consejos Regionales de la Cultura y las Artes
Los Consejos Regionales de la Cultura y las Artes son órganos públicos a través de los cuales el Consejo Nacional de la Cultura y las Artes se desconcentra territorialmente. Tienen su domicilio en la respectiva capital regional o en alguna capital provincial.
Estos consejos regionales están encabezados por un Director Regional, nombrado por el presidente del Consejo Nacional, de una terna que le propone el Intendente respectivo, e integrados por el Secretario Regional Ministerial de Educación, y representantes del mundo público y privado regional, en el ámbito cultural.
Los Consejos Regionales de la Cultura y las Artes son asesorados por los Comités Consultivos Regionales integrados únicamente por representantes del mundo cultural regional.